# Viktor Skutezky
Viktor Skutezky, auch Skutetzky bzw. Victor Skutezky (* 15. Februar 1893 in Brünn, Österreich-Ungarn; † 1981) war ein österreichisch- und mährischstämmiger Filmproduzent, Produktionsleiter, Schriftsteller und Drehbuchautor beim deutschen und britischen Film.

## Leben und Wirken
Über die frühen Jahre Skutezkys ist derzeit wenig bekannt. 1922 kam er nach Berlin zum Film, wo er zunächst dem Regisseur E. A. Dupont bei dessen Meisterwerk Varieté sowie Duponts Kollegen Lupu Pick assistierte. Im Sommer 1923 gab er in Wien seine Verlobung mit Amelie Hacker bekannt. Ab 1926, beginnend mit den Filmen Die Waise von Lowood und Spitzen, war Skutezky als Aufnahmeleiter tätig. 
Mitte 1928 wechselte Viktor Skutezky zur Filmproduktionsleitung. 1933 floh er vor den Nationalsozialisten nach Österreich, wo er zusammen mit Mela Deutsch-Brady (* 1897, † unbekannt) das Lustspiel Kleines Glück auf der Wieden verfasste, das, mit Liedern von Alexander Steinbrecher und Hans Lang, ab 15. September 1937 mit großem Erfolg am Deutschen Volkstheater in Wien (Regie: Wilhelm Chmelnitzky, 1900–1989; Darsteller: Gisela Werbezirk, Hans Olden, Olly Holzmann) und später auch in Zürich und Brünn lief. Nebenbei assistierte er dem gleichfalls nach Wien geflohenen Filmregisseur Hermann Kosterlitz. In Ungarn war Skutezky Produktionsassistent bei dem Emigrantenfilm Der kleine Kavalier (auch bekannt unter den Titeln Mircha und Bubi), in Prag schrieb er 1938 das Drehbuch zu einem Filmprojekt namens Reisefieber, das jedoch nie verwirklicht wurde. Im März 1939 gelang ihm die Flucht nach England. Dort beteiligte er sich noch im selben Jahr am Manuskript zu dem geplanten Filmstoff Good Bye London.
Anschließend wurde er von den Pinewood Studios und der Associated British Picture Corporation übernommen. Letztgenannte Firma beschäftigte Skutezky bei der filmischen Adaption eines eigenen Stücks, It Happened One Sunday, unter der Regie seines Landsmannes Carl Lamac. 1945 war Skutezky am Drehbuch zu Jugendliebe beteiligt, im Jahr darauf an Hafen der Versuchung, einem Stoff, den er von Georges Simenon erworben hatte und in dem Simone Simon ihre erste englischsprachige Rolle spielte. Skutezky blieb bis zur Vollendung seines 65. Lebensjahres als Filmproduzent aktiv und ging dann in den Ruhestand. 1961 produzierte unter der Regie von Rolf Kutschera das österreichische Fernsehen (ORF) Kleines Glück auf der Wieden als TV-Film unter dem Titel Die Ballade vom Franz und der Marie, unter anderem adaptiert von Florian Kalbeck, Carl Merz und Armin L. Robinson.

## Werke
- Alfred Gehri, — (Deutsche Bearbeitung): Sechster Stock. Eine Komödie in neun Bildern. (Einheitstitel: Sixième étage). Unverkäufliches Manuskript. Bloch, Berlin-Charlottenburg 1960, OBV.

## Filmografie
Filme als Filmproduzent oder Produktionsleiter, wenn nicht anders angegeben
- 1927: Familientag im Hause Prellstein
- 1928: Das Spreewaldmädel
- 1928: Der Kampf ums Matterhorn
- 1928: Der Hafenbaron
- 1928: Die Regimentstochter
- 1929: Tagebuch einer Verlorenen
- 1929: Der Ruf des Nordens
- 1929: Die Kaviarprinzessin
- 1929: Das Mädel mit der Peitsche
- 1929: Vererbte Triebe
- 1929: Der Mann, der nicht liebt
- 1929: Das verschwundene Testament
- 1929: Sündig und süß
- 1930: Die heiligen drei Brunnen
- 1931: Der Mann, der den Mord beging
- 1931: Wer nimmt die Liebe ernst?
- 1931: Der Schlemihl
- 1943: It Happened One Sunday
- 1946: Jugendliebe (Quiet Weekend) (nur Drehbuch)
- 1946: Hafen der Versuchung (Temptation Harbour) (auch Drehbuch)
- 1949: Unschuldig verurteilt (For Them That Trespass)
- 1949: Landfall
- 1950: Mord ohne Mörder (Murder Without Crime)
- 1951: Mit Küchenbenutzung (Young Wives’ Tale)
- 1952: Eine verrückte Familie (Father’s Doing Fine)
- 1953: Der gelbe Ballon (The Yellow Balloon)
- 1954: The Weak and the Wicked
- 1956: Wie herrlich, jung zu sein! (It's Great to Be Young)
- 1959: Munter und lebendig (Alive and Kicking)